# Distances
Distances è il secondo album dei Court, registrato e mixato a Leonberg, pubblicato dalla etichetta WMMS Music is Intelligence nel 1997.

## Il disco
Nell'anno 1996 esce il secondo lavoro in studio prodotto dai Court sempre per la tedesca WMMS di Peter Wustman, già manager di Asgard e Garden Wall, altri talenti che hanno felicemente rinvigorito la scena del prog italiano dei primi anni '90. L'album Distances viene completamente registrato in Germania nel paesino di Hergenfeld nei pressi di Bad Kreuznach presso lo studio del produttore tedesco Andreas Kopp. Il disco viene presentato durante una breve ma intensa tournée della band nel centro e nord Europa, ultimo concerto nella città di Oslo passando dalle città di Würzburg, Stoccarda sempre in Germania, Amsterdam e Almelo nei Paesi Bassi e alcune date nel nord Italia. Distances ha confermato le buone critiche già riscosse dal primo lavoro uscito nel 1993 And You'll Follow the Winds Rush 'Till Their Breath Dwells.

## Tracce
1. Shàntal (Far) (Nodari, Costanza) - (2:12)
2. The Turn I Was Gifted (Bonacina, Nodari)  - (8:29)
3. Joy (Bonacina, Costanza)  - (9:14)
4. The Spell of the Rain (Bonacina, Costanza)  - (7:46)
5. View Gone (Nodari, Costanza)  - (3:07)
6. Sumptuous Moment (Bonacina, Costanza, Nodari)  - (13:19)
7. Carved Box (Nodari)  - (14:04)
8. Close (Costanza, Nodari)  - (4:25)

## Formazione

### Gruppo
- Paolo Lucchina - voce
- Mosè Nodari - chitarre, voce, oboe, flauto dolce,
- Andrea Costanza - chitarre
- Luigi Bonacina - basso
- Francesco Vedani - batteria

### Altri musicisti
- Alberto Maroni Biroldi - percussioni
- Giorgio Salvetti - pianoforte, flauti, sintetizzatori